# 1985 (film)
1985 è un film del 2018 diretto da Yen Tan, basato sull'omonimo cortometraggio diretto dal regista nel 2016.

## Trama
Texas, 1985. In occasione delle vacanze natalizie, Adrian, un pubblicitario di successo di New York, torna nella sua città natale dopo tre anni di assenza, ricongiungendosi con il fratello minore Andrew e con i genitori, molto religiosi. In realtà la sua visita è un ultimo addio, in cui Adrian dovrà risolvere i molti conti in sospeso con i suoi familiari, prima di dire loro che sta morendo di AIDS.

## Produzione
Il film è stato girato interamente in bianco e nero su pellicola Super 16 millimetri.

## Distribuzione
Il film è stato presentato in anteprima il 9 marzo 2018 South by Southwest Film Festival. Successivamente è stato proiettato in molti festival cinematografici internazionali a tematica LGBT e non. Negli Stati Uniti è stato distribuito in un numero limitato di sale dal 26 ottobre 2018.

## Riconoscimenti
- 2018 - Barcelona International Gay & Lesbian Film Festival
  - Miglior film
- 2018 - Champs-Élysées Film Festival 
  - Miglior film americano
  - Premio della giuria studentesca a Yen Tan
- 2018 - Dallas International Film Festival
  - Gran premio della giuria
- 2018 - Outfest
  - Miglior sceneggiatura